# Bishopton (Renfrewshire)
Bishopton, schottisch-gälisch: Baile an Easbaig, ist eine Ortschaft in der schottischen Council Area Renfrewshire. Die Ortschaft liegt im Norden von Renfrewshire etwa jeweils 17 km nordwestlich von Glasgow und östlich von Greenock unweit des Clyde. Die nächstgelegene Ortschaft ist das zwei Kilometer entfernte Erskine. Westlich liegt das denkmalgeschützte Herrenhaus Formakin House.

## Geschichte
Seit 1332 gehörten die Ländereien des heutigen Bishopton der Familie Brisbane. Nach 1671 wechselten sie mehrfach den Besitzer. Bishopton entwickelte sich nur langsam und verzeichnete 341 Einwohner im Jahre 1861. 1937 wurde Bishopton Standort einer Royal Ordnance Factory zur Munitionsproduktion. Am selben Standort waren bereits während des Ersten Weltkriegs 10.000 Arbeiter mit dieser beschäftigt. Bis 1961 stieg die Einwohnerzahl auf 1586 an. 1991 lebten bereits 5394 Personen in Bishopton. Zuletzt sank die Einwohnerzahl leicht, sodass im Rahmen des Zensus 2001 nur noch 5157 und 2011 4708 Personen gezählt wurden.

## Verkehr
Durch die M8 ist Bishopton direkt an das Fernstraßennetz angebunden. Die A8 führt auf ihrem Teilstück zwischen Glasgow und Greenock direkt durch das Stadtzentrum. Bereits im 19. Jahrhundert schloss die Caledonian Railway Bishopton an das Eisenbahnnetz an. Der Bahnhof wurde durch die Glasgow, Paisley and Greenock Railway bedient. Heute liegt der Bahnhof an der Inverclyde Line der First ScotRail. Der internationale Flughafen von Glasgow liegt fünf Kilometer südöstlich. Bis 1966 war der südlich von Renfrew gelegene Renfrew Airport in Betrieb.

## Söhne und Töchter des Ortes
- Tom Bradshaw (1904–1986), Fußballspieler
- Ronald Drever (1931–2017), Physiker